# 黑龍江河流列表
黑龍江河流列表，列舉全部或部分在黑龍江省境內的河流，並依照流域排列；支流則由河口至源頭排序。

## 綏芬河水系
- 綏芬河
  - 大綏芬河：跨省河流，上游位於吉林境內。

## 黑龍江水系
- 黑龙江：跨國河流
  - 烏蘇里江：跨國河流
    - 撓力河
      - 七星河

    - 穆棱河
    - 松阿察河：跨國河流
      - 興凱湖：跨國湖泊

  - 濃江
  - 松花江：跨省河流。
    - 梧桐河
    - 湯旺河
    - 倭肯河
    - 牡丹江：跨省河流，上游位於吉林境內。
    - 螞蟻河
    - 呼蘭河
      - 通肯河
      - 努敏河

    - 拉林河：跨省河流，下游為黑龍江、吉林界河。
      - 溪浪河：跨省河流，上游位於吉林境內。

    - 安肇新河
    - 嫩江：跨省區河流，源流位於內蒙古境內，上游為黑龍江省、內蒙古界河，中游位於黑龍江省境內，但有一小段為黑龍江省、內蒙古界河，下游為黑龍江省、吉林界河，。
      - 烏裕爾河
      - 訥謨爾河
      - 科洛河

  - 庫爾濱河
  - 遜河
    - 沾河

  - 呼瑪河
    - 塔河

  - 盤古河
  - 額木爾河